# شب دشنه‌های بلند (نمایشنامه)
شب دشنه‌های بلند نمایشنامه‌ای است از علی شمس که در تابستان ۱۳۹۶ به کارگردانی خودش در تهران اجرا شد.

## بازیگران
- مرضیه وفامهر
- سام کبودوند
- مارال فرجاد
- رامین سیار دشتی
- فرزین محدث

## نقد و نظر
سید علی صالحی: «. . . شب دشنه‌های بلند یا زیستن در ظلمات قداره‌ها از هر حیث دیدنی، شنیدنی و ملموس است. من ممنونم از نبوغ نسلی که آمده تا همه حواس این کهنه رباط را به هم بریزد.»
جهانگیر کوثری: «علی شمس، نویسنده متن و کارگردان، از زمانه خودش در تئاتر پیش است و راه خود را می‌رود. . . . دیدگاه رادیکال شمس در نقطه‌ای از تاریخ تئاتر ما نتیجه خواهد داد.»
احسان زیور عالم: «. . . ادبیات نمایش بوی ساعدی می‌دهد. . . .»
ابراهیم گلستان: «من به مقدار دقت و کنجکاوی و نگاه و فهم علاقمندی که می‌توانم در خودم سراغ کنم نوشته‌ی شما را خواندم و از این بابت هم حظ بردم هم مرتب آفرین و به‌به نثار کار شما کردم.»